# Jacek Kiełb
Jacek Kiełb (ur. 10 stycznia 1988 w Siedlcach) – polski piłkarz, który większość kariery spędził w klubie Korona Kielce, dla której rozegrał 284 oficjalne spotkania, zdobył 56 bramek i zaliczył 24 asysty. Obecnie gra w Orlętach Kielce. 
Jacek Kiełb karierę piłkarską rozpoczynał w Pogoni Siedlce. W grudniu 2005 roku trafił do Korony Kielce. Kilka miesięcy później zadebiutował w Ekstraklasie. W sezonie 2008/2009 strzelił siedem goli w 31 meczach i pomógł swojej drużynie powrócić do gry w najwyższej polskiej klasie rozgrywkowej. W kolejnych rozgrywkach również regularnie grał w podstawowym składzie swojego zespołu; zdobył także pierwszą bramkę w Ekstraklasie – strzelił gola w spotkaniu z Arką Gdynia. 10 czerwca 2010 roku podpisał czteroletni kontrakt z mistrzem Polski Lechem Poznań, w którego barwach w sezonie 2010/2011 występował w europejskich pucharach. Pod koniec sierpnia 2011 został wypożyczony do Korony Kielce. Rok później wypożyczono go ponownie, tym razem do Polonii Warszawa. W czerwcu 2013 powrócił do klubu Korona Kielce i podpisał 3-letni kontrakt. Karierę zakończył w 2023.
Kiełb ma za sobą występy w juniorskiej i młodzieżowej reprezentacji Polski – grał w kadrze do lat 18 i 21. Powoływany był również na konsultacje szkoleniowe zespołu U-19. W grudniu 2009 roku po raz pierwszy został desygnowany do dorosłej reprezentacji i miesiąc później zadebiutował w niej w spotkaniu z Danią.

## Dzieciństwo
Jacek Kiełb urodził się 10 stycznia 1988 roku w Siedlcach. Wychowywał się w ubogiej rodzinie. Mając dwanaście lat, wraz z rodzicami i rodzeństwem (ma siostrę Agnieszkę oraz brata Pawła), wyprowadził się do Woli Suchożebrskiej. Pierwsze treningi rozpoczął w Pogoni Siedlce. Po przeprowadzce do wsi oddalonej o 13 km od Siedlec miał częste problemy z powrotem do domu. Uczył się w Siedlcach i po lekcjach zostawał tam na treningi. Autobusy do Woli kursowały rzadko – o 19:30 i 22:00 i żeby zdążyć na ten pierwszy musiał opuszczać ostatnie 15 minut zajęć, z czego z kolei nie był zadowolony jego trener. W pierwszych treningach młodemu Kiełbowi pomagał również jego ojciec, Wojciech. Wraz z synem jeździł po okolicznych wioskach w poszukiwaniu boisk. Gdy już je znalazł, zabraniał mu podawać piłkę kolegom, a nakazywał trzymać krótko przy nodze. Kiełb miał również problemy z nauką, które powodowały, że jego matka zabraniała mu dalszych treningów aż do poprawienia ocen.

## Kariera klubowa

### Pogoń Siedlce
Przed sezonem 2004/2005 ojciec Kiełba zadzwonił do trenera pierwszego zespołu Krzysztofa Pawlusiewicza i zapytał czy ten nie mógłby wziąć syna na kilka dni (treningi juniorów zaczynały się tydzień później niż zajęcia seniorów). Młody Kiełb zagrał w jednym sparingu i do końca rozgrywek pozostał w seniorach. W rundzie jesiennej sezonu 2005/2006 strzelił w ich barwach cztery gole w rozgrywkach czwartej ligi. Do siatki rywali trafiał w meczach z KS Warką, Narwią Ostrołęka oraz dwukrotnie w pojedynku ze Żbikiem Nasielsk.
Mając osiemnaście lat uznawany był za jednego z najbardziej utalentowanych piłkarzy na Mazowszu, a po jego dobrych występach zaczęły się nim interesować czołowe kluby Ekstraklasy. Jako pierwsi starali się o młodego zawodnika łowcy talentów Legii Warszawa i Korony Kielce: Marek Jóźwiak i Piotr Burlikowski. Skuteczniejszy okazał się ten drugi (obserwował Kiełba w spotkaniu ze Żbikiem Nasielsk, w którym zawodnik zdobył dwa gole i zaprezentował się bardzo dobrze – sam napastnik przyznał później, że miał dużo szczęścia ponieważ rozegrał wówczas jeden z lepszych meczów w barwach Pogoni).

### Korona Kielce

#### Początki
W grudniu 2005 roku, mając osiemnaście lat, Kiełb trafił do Korony Kielce za 40 tysięcy złotych. Podpisał pięcioletnią umowę. W maju następnego roku zadebiutował w Ekstraklasie, kiedy to w 83. minucie spotkania z Dyskobolią Grodzisk Wielkopolski zmienił na boisku Marcina Robaka. Był to jego jedyny występ w sezonie 2005/2006. Jego drużyna uplasowała się na wysokim, piątym miejscu w ligowej tabeli. W rundzie wiosennej występował również w drugiej drużynie Korony. Zadebiutował w niej na początku kwietnia w wygranym 4:0 spotkaniu z Łysicą Bodzentyn. Następnie regularnie pojawiał się na boisku w zespole rezerw. 8 kwietnia zdobył w nim pierwszego gola w pojedynku z Granatem Skarżysko-Kamienna. Do końca rozgrywek trafił jeszcze w meczu przeciwko Czarnym Połaniec. Druga drużyna zajęła w IV lidze pierwsze miejsce i wywalczyła awans.
Sezon 2006/2007 Kiełb rozpoczął od występu w pierwszej kolejce Ekstraklasy przeciwko Arce Gdynia. Do końca rundy jesiennej nie dostawał jednak wielu szans na grę od ówczesnego trenera Korony, Ryszarda Wieczorka (grał głównie w drugim zespole, dla którego strzelił trzy gole). 12 grudnia 2006 roku w wygranym 1:0 meczu Pucharu Ekstraklasy z Górnikiem Łęczna po raz pierwszy pojawił się na boisku od pierwszej minuty. W rundzie wiosennej Kiełb nadal nie miał miejsca w podstawowym składzie, a do tego dość często nie mieścił się nawet w kadrze meczowej. Łącznie w sezonie 2006/2007 wystąpił w sześciu meczach, w których nie strzelił żadnego gola. Na początku czerwca trener Korony, Arkadiusz Kaliszan zadecydował o wypożyczeniu Kiełba do innego klubu, aby ten mógł nabrać cennego doświadczenia. Piłkarz pozostał jednak w kieleckiej drużynie.

#### Gra w Młodej Ekstraklasie
W maju 2007 roku z klubu odszedł Ryszard Wieczorek, a jego miejsce zajął Jacek Zieliński. Nowy trener szybko skreślił młodego piłkarza i nie widząc go w pierwszym zespole, odesłał do nowo powstałej drużyny Młodej Ekstraklasy. Szkoleniowcem młodego zespołu został Włodzimierz Gąsior, który z Kiełba uczynił ogniwo swojej drużyny. Przesunął również piłkarza z ataku na prawą stronę pomocy. Mimo nowej pozycji Kiełb strzelił w 26 meczach jedenaście goli, a wraz z zespołem został wicemistrzem całej ligi. W sezonie 2007/2008 wystąpił także w pięciu spotkaniach fazy grupowej Pucharu Ekstraklasy.

#### Podstawowy skład Korony

##### Sezon 2008/2009
Na początku sezonu 2008/2009, po karnej degradacji Korony do nowo utworzonej I ligi, z klubu odeszło kilku kluczowych zawodników. Spowodowało to, że młody pomocnik został włączony do składu kielczan. Oficjalne występy Kiełb rozpoczął od meczu ze Stalą Stalowa Wola, w którym wyszedł w podstawowym składzie. W kolejnym pojedynku, z Podbeskidziem Bielsko-Biała, zdobył honorowego gola dla swojej drużyny. Bramka w tym spotkaniu była jego pierwszą w barwach Korony. Na początku października, Kiełb zapewnił kieleckiemu zespołowi zwycięstwo w meczu z Górnikiem Łęczna strzelając gola w ostatniej minucie. Następnie trafiał do siatki rywali również w pojedynkach z Zagłębiem Lubin oraz Dolcanem Ząbki.
W rundzie wiosennej opuścił tylko jedno spotkanie, a jego absencja nie była spowodowana słabą formą, lecz kontuzją. Najlepsze spotkanie rozegrał, gdy wszedł do gry z ławki rezerwowych. W meczu z GKS-em Katowice pojawił się na murawie po przerwie i przez całą drugą połowę był nie do powstrzymania dla rywali. Strzelił wówczas dwa gole, które dały cenne zwycięstwo Koronie. Łącznie w sezonie 2008/2009 wystąpił w 31 meczach i zdobył 7 bramek, czym w znacznym stopniu przyczynił się do zajęcia przez Koronę trzeciego miejsca w lidze, dającego prawo gry w barażach o Ekstraklasę. Te jednak się nie odbyły, ponieważ dzięki decyzji Komisji ds. Nagłych PZPN Korona uzyskała bezpośredni awans.

##### Sezon 2009/2010
Przed sezonem 2009/2010 Kiełb wraz z drużyną pojechał na obóz przygotowawczy do Dzierżoniowa. Tam wystąpił w sparingowym spotkaniu z Górnikiem Zabrze. Grał również w test-meczu z Górnikiem Łęczna. Sezon ligowy Korona rozpoczęła od domowego pojedynku z Polonią Warszawa. Kielczanie pokonali stołeczną drużynę 4:0, a Kiełb pojawił się na boisku w 57. minucie. 21 września przedłużył kontrakt z Koroną o pięć lat. Dwa dni później, w spotkaniu Pucharu Polski z GKS-em Bełchatów, pokonał bramkarza rywali i tym samym przyczynił się do awansu swojej drużyny do dalszej rundy rozgrywek. W połowie października, Kiełb zdobył swojego pierwszego gola w Ekstraklasie. W meczu z Arką Gdynia pokonał bramkarza rywali, Andrzeja Bledzewskiego w drugiej minucie i wyprowadził swój zespół na prowadzenie. Arka zdołała jednak wyrównać, a pod koniec zapewniła sobie zwycięstwo 2:1. W rundzie jesiennej Kiełb był obok Cezarego Wilka najlepszym pomocnikiem Korony. Jego indywidualne rajdy były ozdobą spotkań kieleckiego zespołu. Zbyt długi drybling w kilku przypadkach skutkował jednak wstrzymaniem dobrze zapowiadających się akcji.
Po zakończeniu rundy jesiennej zainteresowanie nim wyraziły Jagiellonia Białystok i Legia Warszawa. Działacze Korony nie otrzymali jednak żadnych oficjalnych pism czy zapytań, ponieważ podyktowali zaporową cenę w wysokości miliona euro za transfer definitywny oraz 350 tys. euro za wypożyczenie. Na początku stycznia Kiełb rozpoczął przygotowania z Koroną do rundy wiosennej, jednak ze względu na wyjazd z reprezentacją do Tajlandii nie wziął udziału w pierwszych meczach sparingowych oraz początkowej fazie zgrupowania w Kleszczowie. W lutym wraz z Koroną przebywał na obozie w Turcji, gdzie w towarzyskim spotkaniu z FC Snagov zdobył gola. W rundzie wiosennej regularnie grał w pierwszym składzie, a o miejsce w nim toczył zaciętą rywalizację z Pawłem Kaczmarkiem, pozyskanym w grudniu ze Znicza Pruszków. W kwietniowym meczu z Arką Gdynia, który miał duże znaczenie dla dołu ligowej tabeli, Kiełb zdobył gola, dzięki czemu Korona wygrała 2:1 i oddaliła się od miejsc spadkowych. W spotkaniu 27. kolejki z Wisłą Kraków strzelił jedyną bramkę, a po jej zdobyciu pokazywał kibicom herb klubu znajdujący się na koszulce. W ostatnim meczu sezonu z Ruchem Chorzów nie zagrał ze względu na kontuzję, z powodu której nie pojechał również na zgrupowanie kadry U–21.

### Lech Poznań

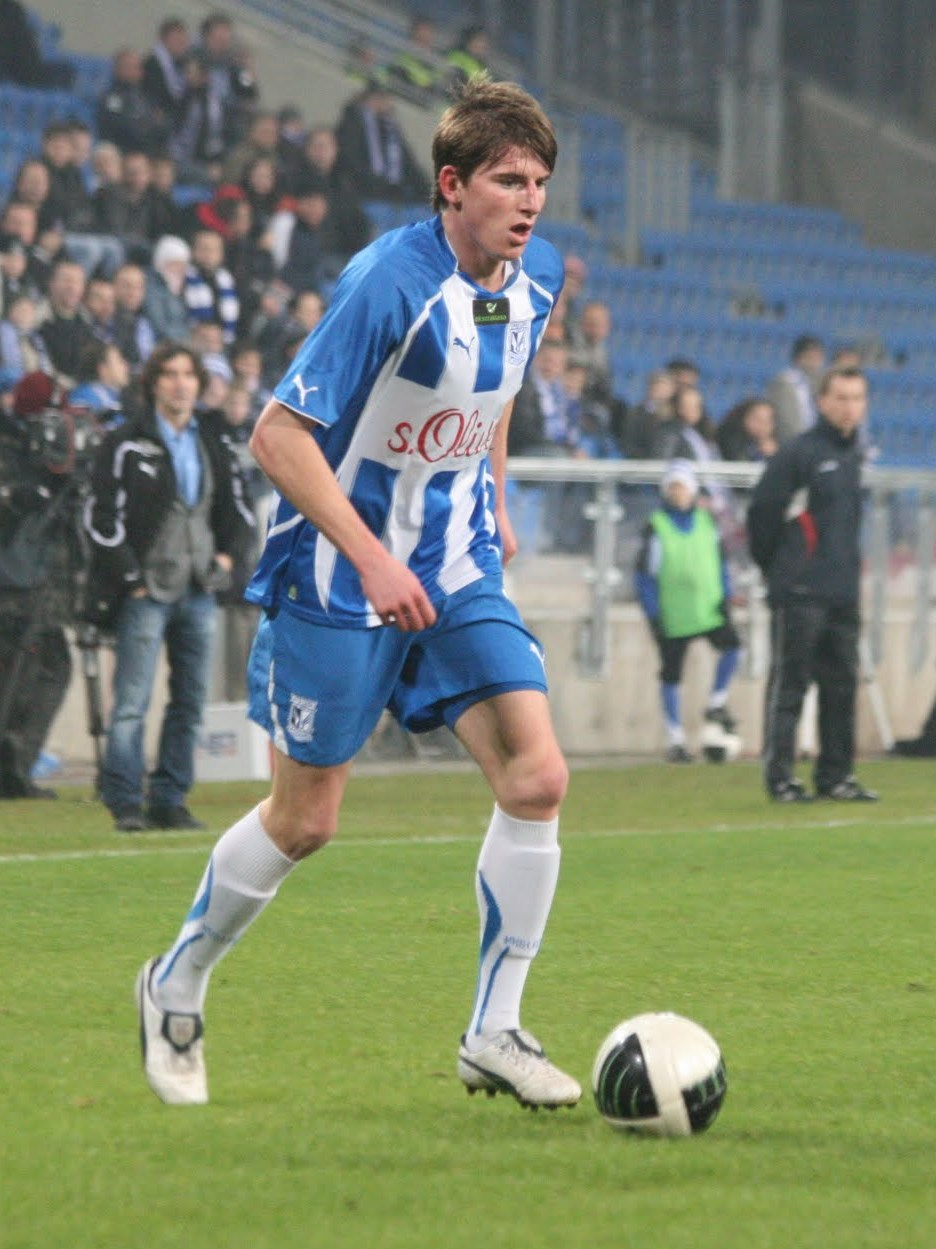
Jacek Kiełb w barwach Lecha Poznań w ligowym meczu z Polonią Bytom

Jeszcze w trakcie sezonu 2009/2010 pojawiły się informacje o tym, że latem Kiełb przejdzie do innej drużyny. Zainteresowanie nim wyraziły czołowe zespoły Ekstraklasy – Wisła Kraków, Lech Poznań i Legia Warszawa. Sam zawodnik przyznał, że słyszał o spekulacjach transferowych, np. że mógłby zastąpić Sławomira Peszkę w poznańskiej drużynie. Działacze Lecha pod koniec maja 2010 roku złożyli oficjalne pismo dotyczące przejścia Kiełba do ich zespołu. Wcześniej warunki kontraktu uzgodnił piłkarz, w którego imieniu negocjował menedżer Radosław Osuch. Również w ostatnich dniach maja trener Korony Marcin Sasal podczas specjalnie zorganizowanej konferencji prasowej przedstawił swoje plany dotyczące wszystkich zawodników z aktualnej kadry pierwszego zespołu. Podzielił zespół na trzy grupy, a w pierwszej, w której byli zawodnicy podstawowi, znalazł się Kiełb. Ostatecznie jednak, 10 czerwca piłkarz podpisał czteroletni kontrakt z Lechem.
Kiełb zadebiutował w Lechu w meczu sparingowym z Rosenborgiem Trondheim, w którym w drugiej połowie zastąpił Sławomira Peszkę. Swój pierwszy występ w nowej drużynie ocenił: „mecz nie był w moim wykonaniu może najlepszy, ale nie był też słaby”. Na przełomie czerwca i lipca wraz z poznańskim zespołem przebywał na przygotowawczym obozie w Austrii. 13 lipca zadebiutował w europejskich pucharach, grając w pojedynku kwalifikacji Ligi Mistrzów z İnterem Baku. Wystąpił także w rewanżowym meczu, w którym doszło do serii rzutów karnych – w nich Kiełb mocnym strzałem zdobył gola, a spotkanie zakończyło się ostatecznie zwycięstwem i awansem Lecha.

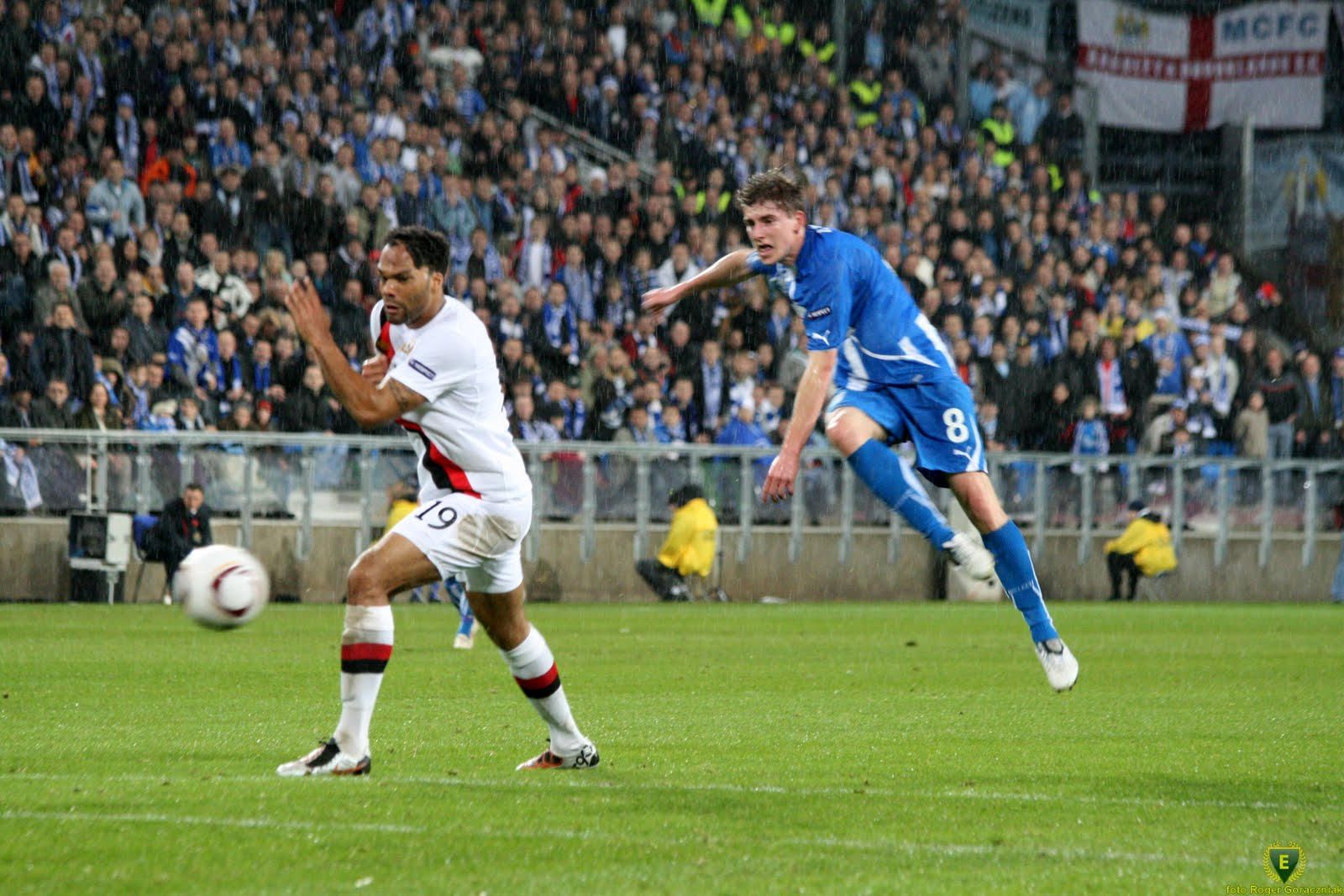
Jacek Kiełb oddaje strzał w meczu Ligi Europy z Manchesterem City

Kiełb wystąpił w podstawowym składzie w dwóch meczach kwalifikacji Ligi Europy z ukraińskim Dnipro Dniepropetrowsk, zakończonych awansem Lecha do fazy grupowej tych rozgrywek. W lidze po raz pierwszy zagrał 22 sierpnia w wygranym 5:0 pojedynku przeciwko Cracovii. Z czasem jego forma rosła, w meczach Lecha grał w coraz większym wymiarze czasowym, wywalczył także miejsce w podstawowym składzie. Zaowocowało to powołaniem do reprezentacji Polski. Podczas pierwszych zajęć kadry doznał kontuzji w starciu z Ireneuszem Jeleniem, co spowodowało dwutygodniową przerwę w treningach. Do gry powrócił w meczu pucharu Polski z GKS-em Tychy (21 września), choć z drużyną trenował już przed spotkaniem Ligi Europy z Juventusem Turyn. W fazie grupowej LE, którą Lech zakończył na drugim miejscu, Kiełb zaliczył cztery mecze, w tym zwycięski pojedynek z Manchesterem City, w którym dał dobrą zmianę, miał kilka okazji na zdobycie gola, ale żadnej z nich nie wykorzystał. Jesienią wystąpił łącznie w 17 meczach, w których najczęściej był zmiennikiem podstawowych ofensywnych pomocników.
W następnym sezonie 2011/2012 Kiełb został wypożyczony do swojego starego klubu, Korony Kielce. Zagrał w niej 19 meczów i zdobył 3 gole.
Kolejny sezon 2012/2013 Kiełb rozpoczął w klubie Polonia Warszawa.

### Lata 2013–2018

#### Trzeci pobyt w Koronie Kielce
Przed sezonem 2013/2014 Jacek Kiełb powrócił do Korony. W tym sezonie rozegrał 28 meczów w Ekstraklasie, zdobywając 7 bramek i 1 asystę. Z Koroną zajął 13. miejsce w lidze. W następnym sezonie wystąpił w 34 spotkaniach. Zdobył 9 bramek oraz 3 asysty. Z Koroną zajął 11. miejsce w lidze. W trakcie trzeciego pobytu w Koronie, Jacek Kiełb należał do tzw. „bandy świrów”, którą sam Kiełb nazwał w jednym z wywiadów: „drużyną wyjątkową”.

#### Śląsk Wrocław
Po zakończeniu sezonu 2014/2015, o Jacka Kiełba zabiegały m.in. Cracovia i Śląsk. Korona próbowała go zatrzymać, jednak Kiełb wybrał grę dla Śląska Wrocław. W sezonie 2015/2016, Jacek Kiełb zagrał w 25 spotkaniach w Ekstraklasie, zdobywając 2 bramki i 3 asysty. Ponadto, zagrał w 4 meczach eliminacji do Ligi Europy (zdobywając dublet w meczu rewanżowym z NK Celje) oraz w 3 meczach Pucharu Polski (zdobywając 2 asysty). Ze Śląskiem dotarł do 3. rundy eliminacji do Ligi Europy (gdzie po dwumeczu przegrał ze szwedzkim IFK Göteborg 0:2), ćwierćfinału Pucharu Polski (odpadnięcie po dwumeczu z Zawiszą Bydgoszcz) oraz zajął 10. miejsce w lidze.

#### Czwarty pobyt w Koronie Kielce
Na początku sierpnia 2016 roku Jacek Kiełb powrócił po raz trzeci do Korony. W sezonie 2016/2017 zagrał w 30 spotkaniach, zdobywając 10 bramek i 5 asyst. Zajął z Koroną 5. miejsce (czym wyrównano dotychczasową najwyższą pozycję Korony w historii występów w Ekstraklasie). W następnym sezonie zagrał 23 spotkania w Ekstraklasie (6 bramek oraz 2 asysty) oraz w 2 spotkaniach Pucharu Polski. Z Koroną zajął 8. miejsce w lidze oraz dotarł do półfinału Pucharu Polski, gdzie odpadli w dwumeczu z Arką Gdynia.

### Lata 2018–2023

#### Bruk-Bet Termalica Nieciecza
Po sezonie 2017/2018 Korona nie przedłużyła umowy z Jackiem Kiełbem. Po sezonie przeszedł do spadkowicza z Ekstraklasy Bruk-Betu Termalici Niecieczy. W sezonie 2018/2019 wystąpił w 27 spotkaniach I ligi, zdobywając 3 bramki i asystę. W Pucharze Polski zagrał z kolei 3 spotkania, w których zanotował asystę. Razem z drużyną z Niecieczy doszedł do 1/8 finału, gdzie drużyna odpadła z późniejszym zwycięzcą rozgrywek – Lechią Gdańsk. W lidze natomiast Bruk-Bet zajął 8. miejsce. W sezonie 2019/2020 rozegrał 14 spotkań, w których zanotował 2 bramki i 2 asysty. W przerwie zimowej Kiełb odszedł z Bruk-Betu, gdzie przez 1,5 roku zdobył w 44 spotkaniach I ligi 5 bramek.

#### Piąty pobyt w Koronie Kielce
Na początku lutego 2020 roku Jacek Kiełb podpisał półroczny kontrakt z Koroną Kielce, związując się z nią piąty raz w swojej karierze. W 14 spotkaniach w Ekstraklasie w sezonie 2019/2020 zdobył 1 bramkę. Nie pomogło to jednak w utrzymaniu się kieleckiego klubu. W sezonie 2020/2021 Jacek Kiełb wystąpił w 29 spotkaniach I ligi, notując w nich 5 bramek i 2 asysty. Ponadto, zagrał w 2 spotkaniach Pucharu Polski. Po zakończeniu sezonu jego umowa została przedłużona do końca sezonu 2021/2022. W meczu z Resovią zdobył bramkę, lecz zakończył mecz z kontuzją – zerwanie więzadeł krzyżowych w prawym kolanie. Jego powrót planowany jest najwcześniej na luty 2022 roku. W rundzie jesiennej sezonu 2021/2022 rozegrał 6 spotkań, w których zanotował 2 asysty. Na boisko wrócił 5 kwietnia 2022 roku, kiedy to zdobył gola na wagę zwycięstwa w meczu z Podbeskidziem Bielsko-Biała. Kiełb przyczynił się również do awansu do Ekstraklasy na sezon 2022/23, kiedy to zdobył bramkę w 119. minucie meczu finałowego baraży z Chrobrym Głogów.
W czerwcu 2023 Jacek Kiełb ogłosił koniec kariery piłkarskiej i dołączył do sztabu szkoleniowego Korony Kielce.

### Orlęta Kielce
Po roku pracy jako asystent trenera Kamila Kuzery, Jacek Kiełb postanowił powrócić do gry w piłkę. W lipcu 2024 roku dołączył do Orląt Kielce.

## Kariera reprezentacyjna

### U-18 i U-19
Jacek Kiełb w reprezentacji Polski U-18 zadebiutował 31 maja 2006 roku w spotkaniu z rówieśnikami z Litwy – zagrał w podstawowym składzie, a w przerwie został zmieniony przez Dariusza Ruckiego. Ponad dwa miesiące później – 8 sierpnia – w meczu z Norwegią, strzelił gola rywalom, który w dużej mierze przyczynił się do zwycięstwa Polaków. Był to ostatni występ Kiełba w kadrze U-18. We wrześniu i listopadzie 2006 roku powoływany był również na konsultacje szkoleniowe zespołu U-19.

### U-21
18 maja 2009 roku Kiełb po raz pierwszy został powołany na konsultację szkoleniową do reprezentacji U-21. Pod koniec sierpnia został desygnowany na zgrupowanie mające na celu przygotowanie do meczów eliminacji Mistrzostw Europy. Na obóz nie pojechał z powodu kontuzji, której doznał w ligowym spotkaniu z Cracovią. We wrześniu dostał kolejne powołanie. W jego ramach wystąpił w spotkaniu z Liechtensteinem, w którym zdobył dwa gole. Polacy pokonali swoich rówieśników 5:0, a bramki strzelili również Patryk Małecki i Artur Sobiech. Swój drugi występ w kadrze Kiełb zaliczył 13 października 2009 roku, kiedy to wystąpił w przegranym 0:4 spotkaniu z Holandią.
W połowie lutego 2010 roku Kiełb został powołany na rewanżowy mecz z Holendrami, który odbył się 3 marca w Doetinchem. Na boisku pojawił się w 76. minucie, zmieniając Sebastiana Tyrałę. Sześć minut później zdobył gola, ustalając tym samym wynik spotkania na 2:3. W sierpniu został desygnowany przez Andrzeja Zamilskiego na mecze z Finlandią i Hiszpanią, jednak nie wystąpił w nich ze względu na powołanie do kadry A na spotkania z Ukrainą oraz Australią, rozegrane w tym samym czasie.

### Reprezentacja seniorska
18 grudnia 2009 roku Kiełb po raz pierwszy został powołany do dorosłej reprezentacji Polski. Zawodnik Korony został desygnowany na Puchar Króla Tajlandii 2010. 17 stycznia 2010 roku zadebiutował w kadrze wchodząc w 77. minucie przegranego 1:3 spotkania z Danią za strzelca jedynej bramki dla Polaków Sławomira Peszkę. Kiełb był wyraźnie stremowany swoim pierwszym występem, przez co grał słabo. Miał problemy z opanowaniem piłki, nie powiódł mu się żaden drybling, a jego jedyny strzał poszybował wysoko nad bramką. W drugim meczu z gospodarzami turnieju nie zagrał. W kończącym turniej pojedynku z Singapurem, Kiełb z powodu czerwonej kartki Sławomira Peszki wyszedł w podstawowym składzie. W 24. minucie po dośrodkowaniu Macieja Rybusa z lewej strony, posłał futbolówkę do siatki, ale sędzia bramki nie uznał, bo dopatrzył się faulu bin Yunosa na Dawidzie Nowaku i zdecydował się podyktować rzut karny. Pod koniec pierwszej połowy Kiełb zmarnował szansę na podwyższenie prowadzenie, strzelając w słupek, po dokładnym podaniu Macieja Iwańskiego. W przerwie został zmieniony przez Janusza Gola, zaś Polacy wygrali 6:1 i w całym turnieju zajęli drugie miejsce.
30 sierpnia Kiełb został powołany przez selekcjonera Franciszka Smudę na mecze z Ukrainą oraz Australią. Na pierwszym treningu kadry w starciu z Ireneuszem Jeleniem doznał urazu kolana. Przeprowadzone badania wykazały, że problemy z więzadłem przybocznym nie pozwolą zawodnikowi brać udziału w dalszych zajęciach; Kiełb opuścił więc zgrupowanie. W październiku został w trybie awaryjnym desygnowany na mecze towarzyskie z USA i Ekwadorem. W obu nie wystąpił.

## Kariera trenerska
Po zakończeniu sezonu 2022/2023 Jacek Kiełb dołączył do sztabu trenerskiego Kamila Kuzery jako asystent. Funkcję tę pełnił przez cały sezon, po którym odszedł z klubu.

## Styl gry
Jacek Kiełb jest piłkarzem prawonożnym. Na początku swojej kariery występował jako napastnik, jednak po przejściu do Korony i rozpoczęciu gry w zespole Młodej Ekstraklasy został przesunięty na prawą stronę pomocy. Kiełb jest zawodnikiem walecznym, lubi wdawać się w indywidualne pojedynki. Gorzej spisuje się w defensywie.

## Statystyki

### Klubowe
Źródło:
| Klub                         | Sezon              | Liga               | Liga  | Liga   | Puchar Polski | Puchar Polski | Puchar Ekstraklasy | Puchar Ekstraklasy | Europa | Europa | Suma  | Suma   |
| Klub                         | Sezon              | Liga               | Mecze | Bramki | Mecze         | Bramki        | Mecze              | Bramki             | Mecze  | Bramki | Mecze | Bramki |
| ---------------------------- | ------------------ | ------------------ | ----- | ------ | ------------- | ------------- | ------------------ | ------------------ | ------ | ------ | ----- | ------ |
| Korona Kielce                | 2005/06            | I liga             | 1     | 0      | 0             | 0             | –                  | –                  | –      | –      | 1     | 0      |
| Korona Kielce                | 2006/07            | I liga             | 3     | 0      | 0             | 0             | 3                  | 0                  | –      | –      | 6     | 0      |
| Korona Kielce                | 2007/08            | I liga             | 0     | 0      | 0             | 0             | 5                  | 0                  | –      | –      | 5     | 0      |
| Korona Kielce                | 2008/09            | I liga             | 31    | 7      | 0             | 0             | –                  | –                  | –      | –      | 31    | 7      |
| Korona Kielce                | 2009/10            | Ekstraklasa        | 26    | 3      | 4             | 2             | –                  | –                  | –      | –      | 30    | 5      |
| Lech Poznań                  | 2010/11            | Ekstraklasa        | 19    | 1      | 4             | 0             | –                  | –                  | 9      | 0      | 32    | 1      |
| Korona Kielce (wyp.)         | 2011/12            | Ekstraklasa        | 19    | 3      | 1             | 0             | –                  | –                  | –      | –      | 20    | 3      |
| Lech Poznań                  | 2012/13            | Ekstraklasa        | 0     | 0      | 0             | 0             | –                  | –                  | 2      | 0      | 2     | 0      |
| Polonia Warszawa (wyp.)      | 2012/13            | Ekstraklasa        | 15    | 3      | 0             | 0             | –                  | –                  | –      | –      | 15    | 3      |
| Korona Kielce                | 2013/14            | Ekstraklasa        | 28    | 7      | 0             | 0             | –                  | –                  | –      | –      | 28    | 7      |
| Korona Kielce                | 2014/15            | Ekstraklasa        | 34    | 9      | 0             | 0             | –                  | –                  | –      | –      | 34    | 9      |
| Śląsk Wrocław                | 2015/16            | Ekstraklasa        | 25    | 2      | 3             | 0             | –                  | –                  | 4      | 2      | 32    | 4      |
| Korona Kielce                | 2016/17            | Ekstraklasa        | 29    | 10     | 0             | 0             | –                  | –                  | –      | –      | 29    | 10     |
| Korona Kielce                | 2017/18            | Ekstraklasa        | 23    | 6      | 2             | 0             | –                  | –                  | –      | –      | 25    | 6      |
| Bruk-Bet Termalica Nieciecza | 2018/19            | I liga             | 27    | 3      | 3             | 0             | –                  | –                  | –      | –      | 30    | 3      |
| Bruk-Bet Termalica Nieciecza | 2019/20            | I liga             | 14    | 2      | 0             | 0             | –                  | –                  | –      | –      | 14    | 2      |
| Korona Kielce                | 2019/20            | Ekstraklasa        | 14    | 1      | 0             | 0             | –                  | –                  | –      | –      | 14    | 1      |
| Korona Kielce                | 2020/21            | I liga             | 29    | 5      | 2             | 0             | –                  | –                  | –      | –      | 31    | 5      |
| Korona Kielce                | 2021/22            | I liga             | 15    | 2      | 0             | 0             | –                  | –                  | –      | –      | 15    | 2      |
| Korona Kielce                | 2022/23            | Ekstraklasa        | 21    | 0      | 2             | 1             | –                  | –                  | –      | –      | 23    | 1      |
| Ogólnie w karierze           | Ogólnie w karierze | Ogólnie w karierze | 373   | 64     | 21            | 3             | 8                  | 0                  | 15     | 2      | 427   | 69     |

### Mecze w reprezentacji Polski
| Reprezentacja | Rok     | Mecze | Bramki |
| ------------- | ------- | ----- | ------ |
| Polska        | 2010    | 2     | 0      |
| Łącznie       | Łącznie | 2     | 0      |

Wykaz meczów Jacka Kiełba w reprezentacji Polski.
| Mecze i gole w reprezentacji | Mecze i gole w reprezentacji | Mecze i gole w reprezentacji | Mecze i gole w reprezentacji | Mecze i gole w reprezentacji | Mecze i gole w reprezentacji | Mecze i gole w reprezentacji |
| #                            | Data                         | Miasto                       | Przeciwnik                   | Gol                          | Wynik                        | Rozgrywki                    |
| ---------------------------- | ---------------------------- | ---------------------------- | ---------------------------- | ---------------------------- | ---------------------------- | ---------------------------- |
| 1.                           | 17.01.2010                   | Nakhon Ratchasima            | Dania                        |                              | 1:3                          | PKT 2010                     |
| 2.                           | 23.01.2010                   | Nakhon Ratchasima            | Singapur                     |                              | 6:1                          | PKT 2010                     |

## Wyróżnienia i akcje charytatywne
W styczniu 2010 roku Kiełb znalazł się w gronie najpopularniejszych sportowców województwa świętokrzyskiego plebiscytu Echa Dnia, Radia Kielce i TVP Kielce – został sklasyfikowany na dziewiątym miejscu, tuż przed swoim klubowym kolegą, Cezarym Wilkiem. Kilka dni później wraz z Piotrem Gawęckim i Maciejem Tatajem wziął czynny udział w XVIII finale Wielkiej Orkiestry Świątecznej Pomocy. Piłkarze Korony w Galerii Echo zlicytowali oryginalną koszulkę z autografami, piłkę z podpisami, oraz szalik i kalendarze. W lutym 2010 roku Kiełb znalazł się w drugiej dziesiątce XV Plebiscytu Sportowego Gazety Wyborczej na najlepszego świętokrzyskiego sportowca.
W 2023 roku podczas gali z okazji 50-lecia Korony Kielce, Jacek Kiełb został wybrany do XI 50-lecia klubu, a także został piłkarzem 50-lecia drużyny z Kielc.